# Jonas-Philip Hagerman
Pour les articles homonymes, voir Hagerman.

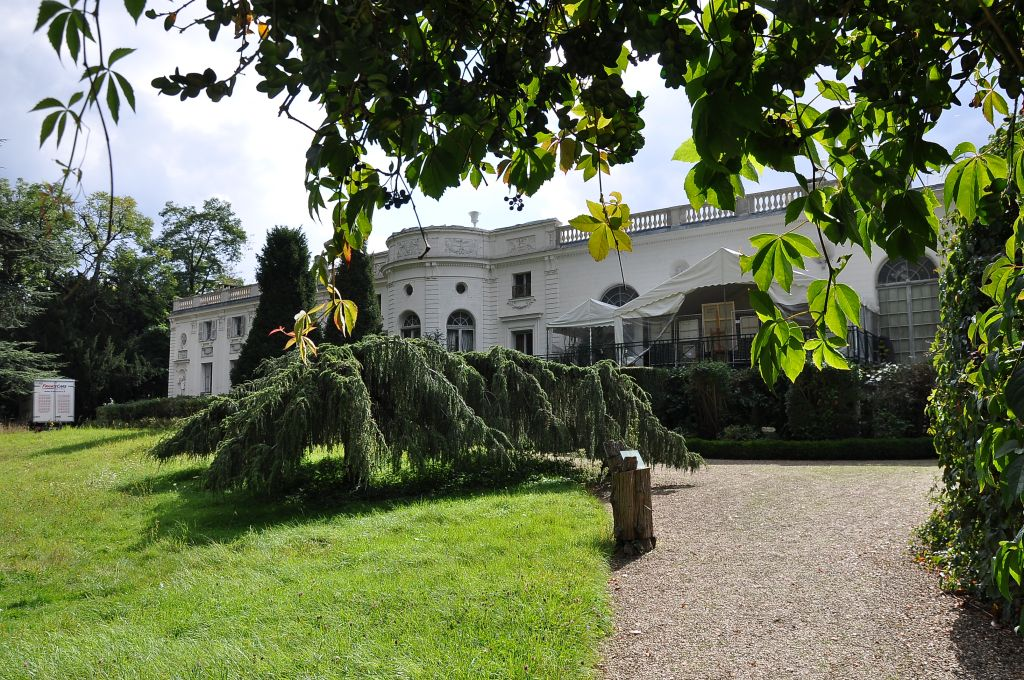
Château de la Petite Malmaison, propriété de la famille Hagerman à partir de 1828.

Jonas-Philip Hagerman, né en 1774 à Vittskövle et mort 4 novembre 1839 à Paris, est un banquier et homme d'affaires d'origine suédoise, à l'origine de la création du quartier de l'Europe dans le 8e arrondissement de Paris.

## Origines
De lointaine origine danoise, la famille Hagerman s'établit en Suède au début du XVIIIe siècle.
Le père de Jonas-Philip est le pasteur luthérien Christian Hagerman (1729-1808) et sa mère Anna-Helena Utterbom (1742-1791).
Ses frères Kjell-Mauritz (1779-1845) et Gustav (1770-1839) deviennent eux aussi des hommes d'affaires et patriciens suédois.

## Fondation du quartier de l'Europe
Le quartier de l'Europe situé dans le 8e arrondissement de Paris est créé à partir de la réunion de terres acquises par Jonas-Philip Hagerman et l'entrepreneur Sylvain Mignon. Ils achètent en 1821 le Tivoli, ancien jardin de la Folie Boutin.
Une ordonnance royale du 2 février 1826 permet aux deux spéculateurs fonciers de fonder un vaste ensemble résidentiel centré en étoile autour de la nouvelle place qu'ils font bâtir, la place de l'Europe : les vingt-quatre rues, parmi lesquels la rue de Constantinople, la rue de Saint-Pétersbourg, la rue de Stockholm, la rue de Vienne, la rue de Naples ou encore la rue d'Édimbourg, rendent hommage aux villes européennes.
L'architecte néoclassique Étienne-Hippolyte Godde réalise pour lui quelques hôtels particuliers rue de Londres et dans le quartier de l'Europe. Jonas-Philip fait élever un fastueux hôtel particulier au 6 rue de Tivoli, renommée plus tard rue d'Athènes, qui devient à partir de 1833 sa résidence parisienne et le siège de la banque Hagerman.

### Château de Malmaison
Le Château de Malmaison, construit au XVIIIe siècle, est racheté en 1799 par Joséphine Bonaparte, épouse de Napoléon Bonaparte, au banquier Jacques-Jean Le Couteulx du Molay. Napoléon fait rénover le château par ses architectes Percier et Fontaine. Entre 1800 et 1804, la Malmaison est avec le palais des Tuileries le siège du gouvernement du Consulat. Après son divorce en 1809, l'Empereur offre le château à Joséphine qui en fait sa demeure principale. Elle y recevra le Tsar Alexandre Ier de Russie en 1814.
Jonas-Philip Hagerman achète en 1828 la Malmaison à la princesse Augusta-Amélie de Bavière, veuve du prince Eugène. Il acquiert en même temps le Château de la Petite Malmaison, dont il fait restaurer les salons. Le banquier profite du prestige historique de la demeure et conserve les collections et appartements de l'épouse de Napoléon.
Après sa mort, les châteaux sont revendus en 1842 à la reine Marie-Christine de Bourbon-Siciles, veuve du roi Ferdinand VII d'Espagne. Ils seront rachetés par Napoléon III en 1861.

### Château de Vittskövle
Jonas-Philip rachète au XIXe siècle le Château de Vittskövle. L'un de ses ancêtres y avait été maître des écuries au XVIIIe siècle. Il le revend une dizaine d'années plus tard à son frère Gustav.

## Canal de Bourgogne
Il fonde en 1822, notamment avec Casimir Perier, la Société pour l'achèvement du Canal de Bourgogne.

## Descendance
Sa fille Anna-Adèle épouse le comte Jacques-Robert de Pourtalès et son autre fille Mathilde épouse Jules-Edmond Renouard de Bussierre.